# ʚ
Ꞝ (en minúscula : ꞝ ), anomenada ö volapük o oe volapük, i la lletra ʚ, anomenada èpsilon tancat, són una lletra addicional de l'alfabet llatí que s'ha utilitzat en algunes obres de Volapük i, amb el mateix valor, durant alguns anys, en l'alfabet fonètic internacional i en algunes transcripcions fonètiques.

## Usos

### Alfabet fonotípic
L'èpsilon tancat es va utilitzar en l'alfabet d'Andrew Comstock publicat el 1846 , un alfabet derivat de l'alfabet fonotípic d'Isaac Pitman . En aquest alfabet, la lletra ⟨Ꞝ ꞝ⟩ es descriu com una lletra nova, formada a partir de l'èpsilon Ɛ, per representar la combinació dels sons de la e de end i la u de up, com en les paraules air, there, hare , és a dir, el diftong [ɛə] .

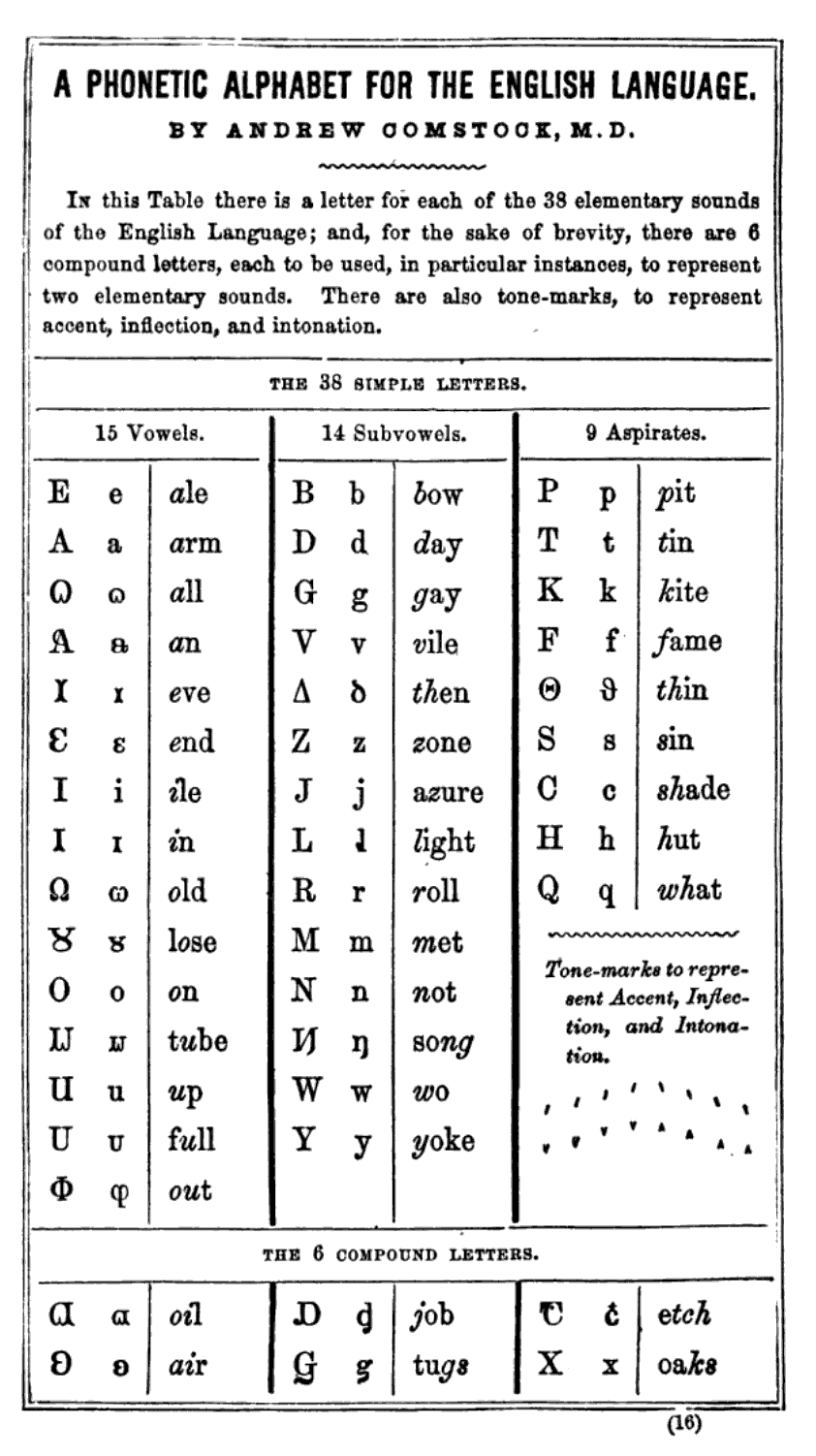
Alfabet Comstock el 1855 amb la lletra ꞝ.

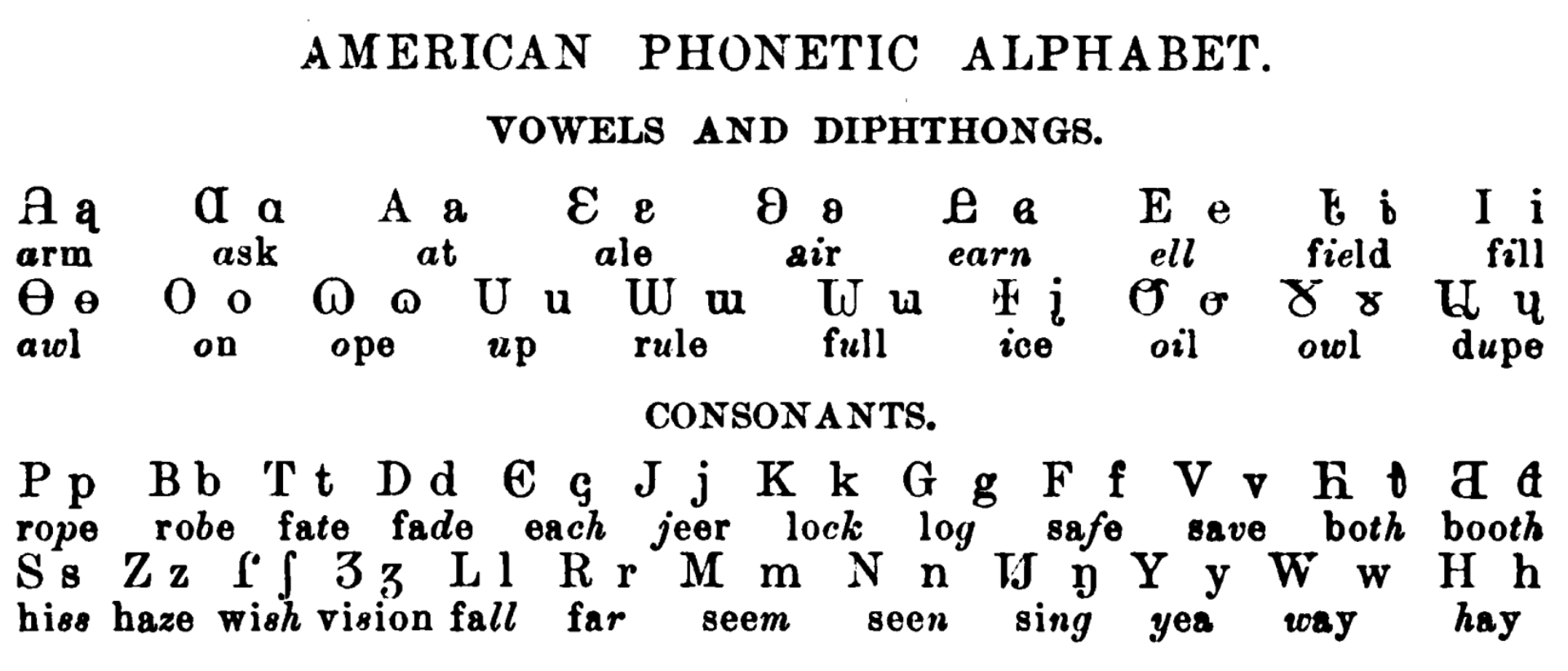
" Alfabet fonètic americà » de Cincinnati, basat en l'alfabet fonotípic, a The Phonetic Educator, 1883.

### Volapük
Aquesta lletra va ser utilitzada per Johann Martin Schleyer a la dècada de 1880, amb les lletres ae ⟨Ꞛ ꞛ⟩ i ue ⟨Ꞟ ꞟ⟩ per escriure el volapük . Schleyer utilitza inicialment el punt suscrit del seu Weltalfabet  ,  per indicar la dièresi abans d'adoptar aquestes lletres; Alternativament, la dièresi s'utilitza sobre les vocals com en alemany. Schleyer ja el va utilitzar el 1883, sobretot a la revista Weltsprachblatt ( Volapükabled ) i a la seva gramàtica del Volapük, Grammatik der Universalsprache  . Aquestes tres lletres es substitueixen permanentment per les lletres amb dièresi ⟨Ä ä, Ö ö, Ü ü⟩, utilitzades com a alternativa fins aleshores, al congrés de Volapük a Munic el 9 d'agost 1887  ,  .

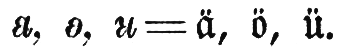
Ä, ö, ü volapüks en una gramàtica volapük de Schleyer de 1884.
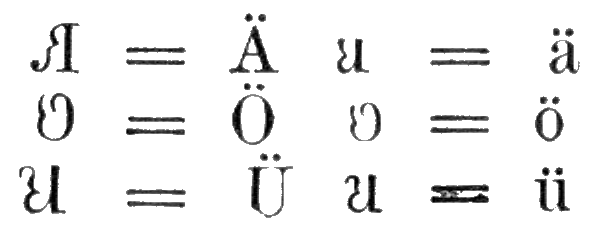
Ä, ö, ü volapüks utilitzats per Julius Lott a Die Kunst die internationale Verkehrssprache „Volapük“ schnell zu erlernen, A. Hartleben, Viena, 1888.
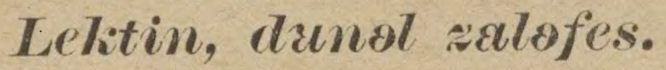
Paraules volapük amb les lletres ꞛ, ꞝ i ꞟ.
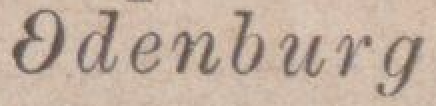
Paraula volapük amb la Ꞝ majúscula.

### Alfabets fonètics alemanys

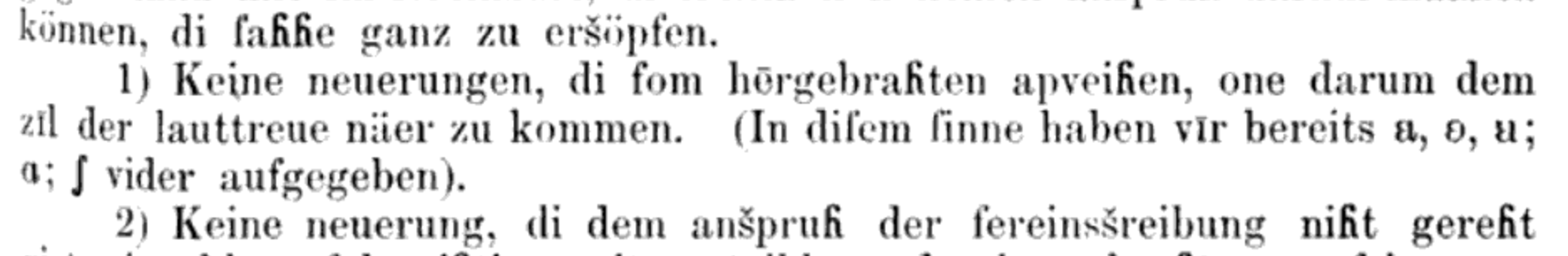
Les lletres ꞛ, ꞝ, ꞟ citades com a lletres antigues de l'ortografia alemanya utilitzada a la revista Reform en un article de 1893.

La revista alemanya Reform de la Verein für vereinfachte deutsche Rechtschreibung [Associació per a l'ortografia simplificada alemanya], encapçalada per Friedrich Wilhelm Fricke, utilitza breument les lletres ꞛ, ꞝ, ꞟ en l'ortografia que promou. Seguint una proposta d' August Diederichs el 1881  , , aquestes substituien les lletres ⟨ä, ö, ü⟩, inicialment amb la forma de lletres ratllades ⟨a, ɵ, ʉ⟩ en l'ortografia de Fricke, agafant aleshores una osca a l'esquerra en escriptura manuscrita cursiva  i prenent les seves formes finals en caràcters romans ; abans que fossin definitivament abandonades  ,  al cap d'uns anys.

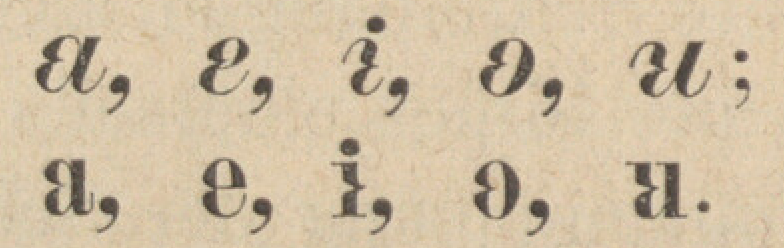
Les lletres vocals llargues de Schreiber (1883).
Les lletres vocals de l'ortografia de Schreiber.

La Zentralverein für vereinfachte deutsche Rechtschreibung (Associació central per a l'ortografia alemanya simplificada), fundada el 1879, amb seu a Viena i dirigida per Johann Max Schreiber, adoptà també les lletres ꞛ, ꞝ, ꞟ en la seva ortografia fonètica. Aquestes representaven les vocals llargues  .

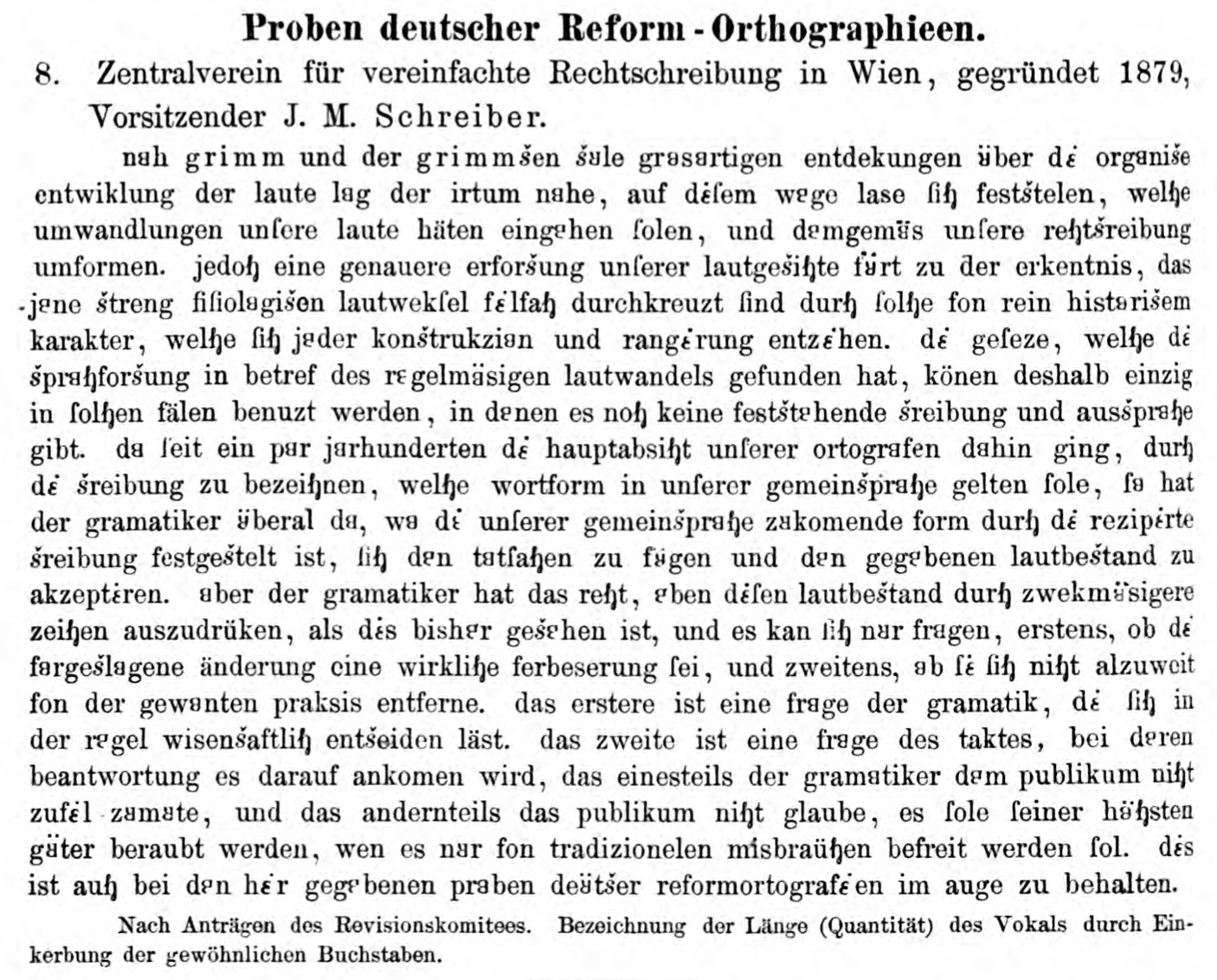
Prova d'ortografia de Schreiber a Zeitschrift für Orthographie el 1881.

### Alfabet Fonètic Internacional

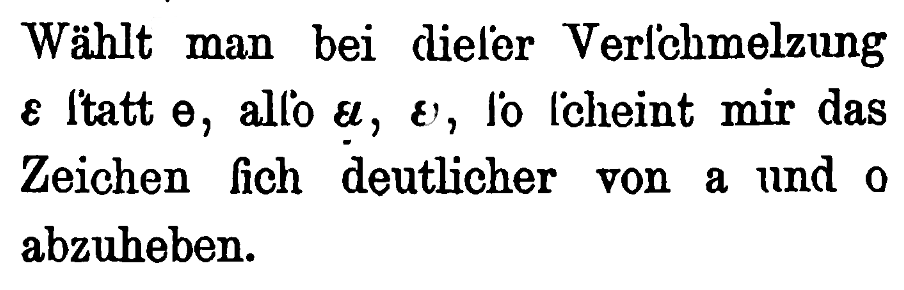
Símbols proposats per Kewitsch a Zeitschrift für Orthographie el 1881.

El 1881 a l'article Internationale Alphabet  publicat a la Zeitschrift für Orthographie (revista editada per Wilhelm Viëtor), Kewitsch va proposar ⟨ꞝ⟩ com una lletra composta per ɛ i o per substituir la ⟨ä⟩ alemanya, que considera més adequada que la lletra composta per e i o proposada per Johann Friedrich Kräuter el 1877.

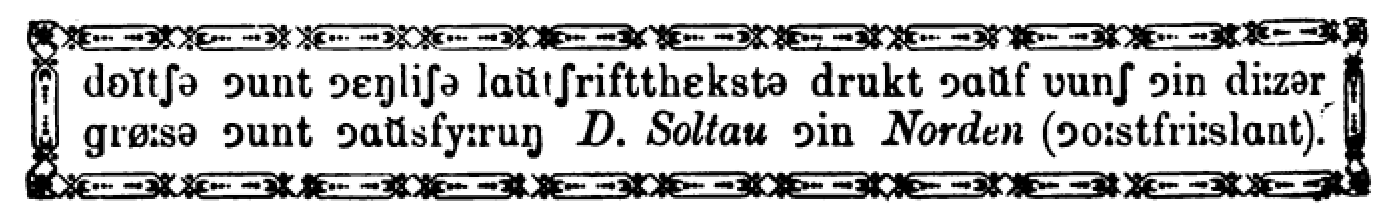
Anunci de l'editor D. Soltau amb l'èpsilon tancat, publicat al Maître phonétique de juliol-agost de 1897.

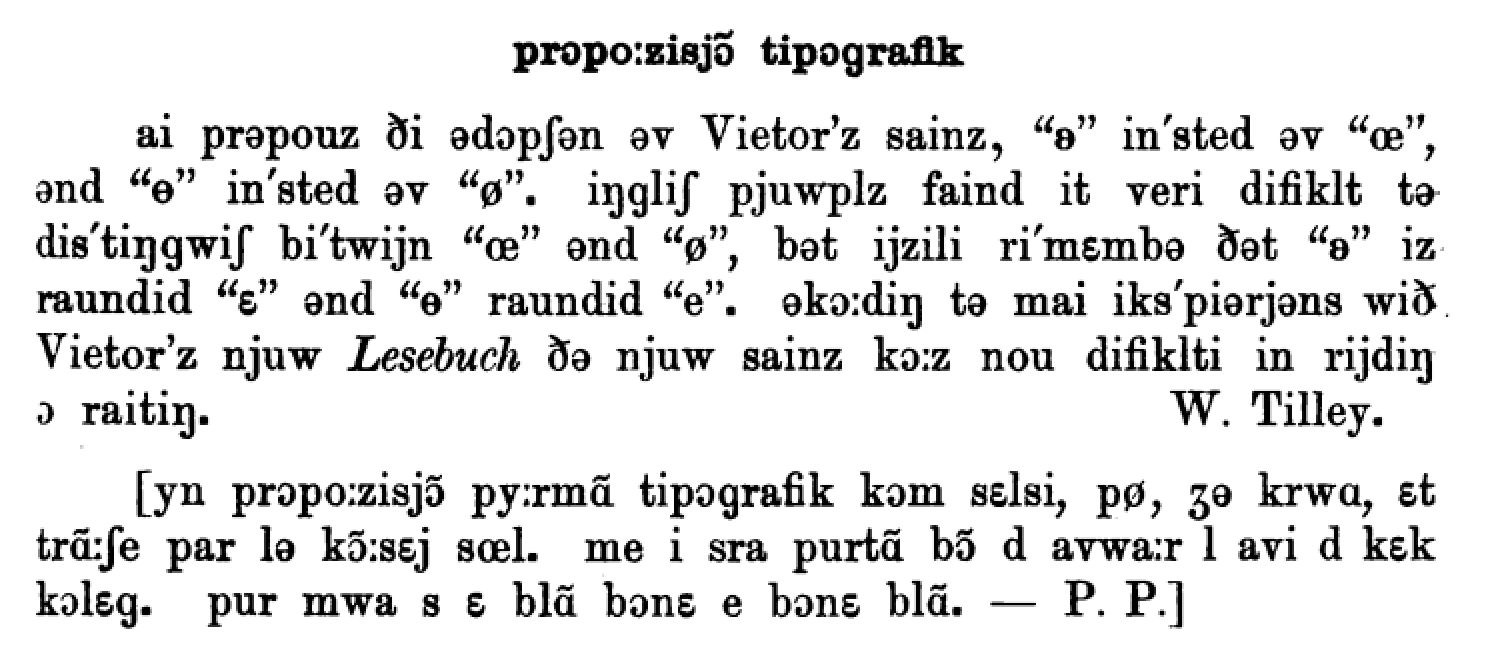
Article del Maître Phonétique de 1900 que proposa els símbols de Viëtor ʚ i ɵ.

L'èpsilon tancat ⟨ʚ⟩ i la o creuada ⟨ɵ⟩ van ser utilitzats per alguns lingüistes alemanys, inclòs Wilhelm Viëtor el 1899 , com a alternativa als símbols de l'alfabet fonètic internacional, respectivament, e dins l'o per a la una vocal semiobersta anterior arrodonida ⟨œ⟩  i l'o barrada diagonalment per a la vocal semitancada anterior arrodonida ⟨ø⟩. Ambdós símbols són proposats per a l'API per W. Tilley  l'abril-maig de 1900 i de nou per Kewitsch el juliol de 1900  . Són reconeguts com a símbols alternatius ja establerts per l'Associació Fonètica Internacional el 1904  així com el 1909  i s'utilitzen durant diversos anys a principis del sXX. Apareixen notablement a L’écriture phonétique internationale : exposé populaire publicada per l'Associació Fonètica Internacional el 1921, però amb valors centrals en comptes de [œ] i [ø], és a dir, les vocals avui transcrites [ɞ] i [ɵ].

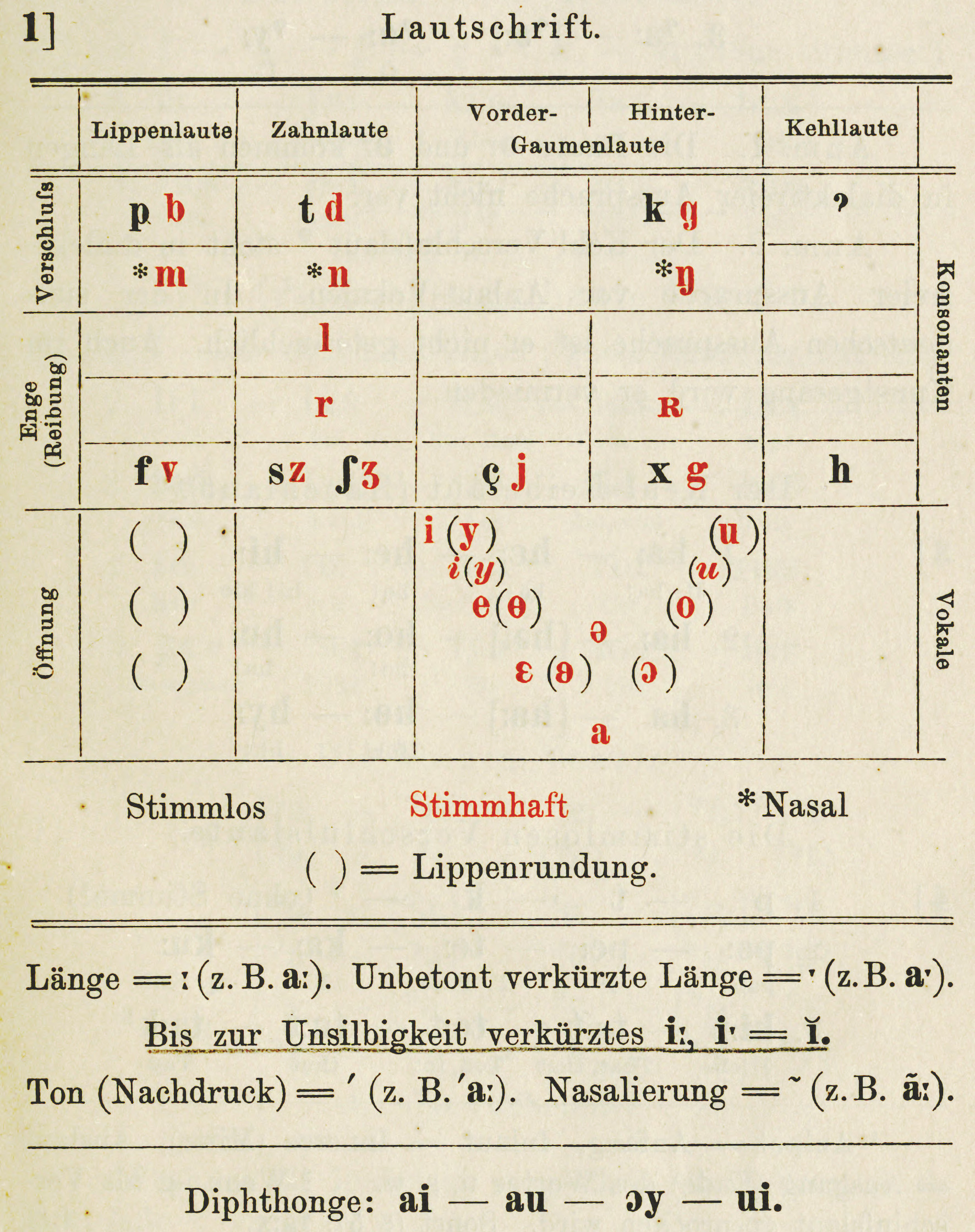
Taula de símbols fonètics a Viëtor 1899.
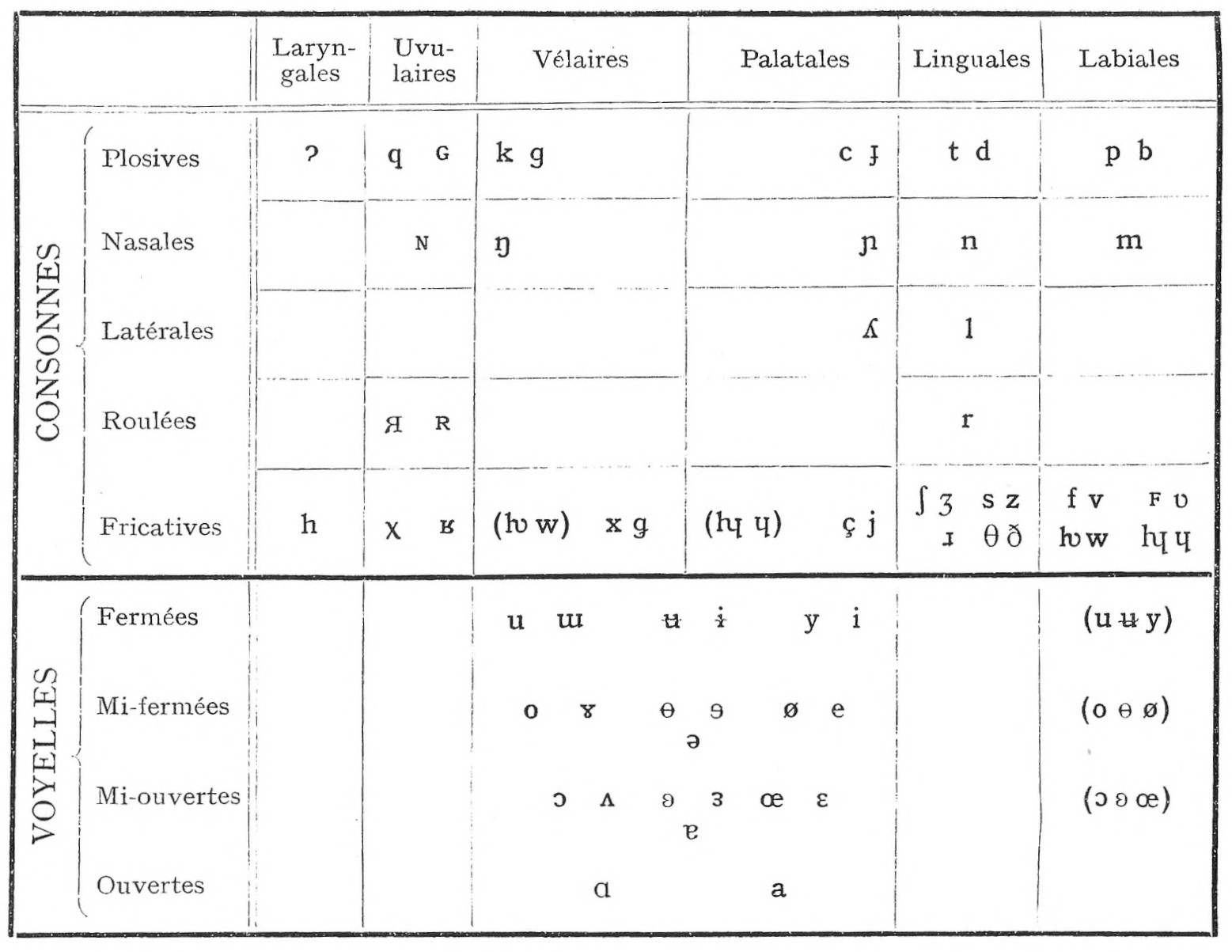
Gràfic de símbols de l'API el 1921.

L'èpsilon tancat ⟨ʚ⟩ s'utilitza per representar una vocal arrodonida frontal oberta [œ] al Handbook of the linguistic geography of New England publicat el 1939  .
El 1993, l'Associació Fonètica Internacional adopta el símbol d'èpsilon reflex tancat ⟨ɞ⟩ per representar una vocal arrodonida central mig oberta , però aquest s'imprimeix sense reflexió ⟨ʚ⟩ a la revista i a la taula API de 1993. El 1995, la forma del símbol es corregeix  i es reflecteix a la taula API de 1996.

## Representacions informàtiques
Aquesta lletra es pot representar amb els següents caràcters Unicode ( alfabet fonètic internacional, llatí estès D ) :
| formes    | representacions | cadenes de caràcters | punts de codi | descripcions                             | notes                                           |
| --------- | --------------- | -------------------- | ------------- | ---------------------------------------- | ----------------------------------------------- |
| minúscula | ʚ               | ʚʚ U+029A            | U+029A        | lletra minúscula llatina epsilon tancada | codificat per a l'alfabet fonètic internacional |
| majúscula | Ꞝ               | ꞜꞜ U+A79C            | U+A79C        | lletra llatina majúscula ö volapük       | codificat pel volapük                           |
| minúscula | ꞝ               | ꞝꞝ U+A79D            | U+A79D        | lletra minúscula llatina ö volapük       | codificat pel volapük                           |